# Frederick Leigh Gardner
Frederick Leigh Gardner (1857 - 1930) fue un ocultista británico, miembro de varias órdenes de iniciación, entre ellos la Orden Hermética Golden Dawn. 

## Biografía
Gardner nació en Londres, el 31 de marzo de 1857, hijo de un contador. Sus padres eran espiritistas y sesiones psíquicas se llevaron a cabo en su casa.
Comenzó su carrera como asistente de un corredor de bolsa, llegando a ser, él mismo, en 1886, un corredor en la Bolsa de Valores, donde se retiró en 1903, convirtiéndose en un librero anticuario.
Su interés en el Ocultismo, lo elevó a unirse a los masones, la Societas Rosicruciana in Anglia (convirtiéndose en su biblioteca) y la Sociedad Teosófica (1884), donde se informó de que su "Mahatma" (un maestro espiritual) era "Koot Hoomi" . Fue nel ambiente de esta Orden que se encontró con la mujer que se casaría.
Correspondencia frecuente con el Rev. W. El Ayton, un estudiante de la Alquimia, miembro de la Orden Hermética del Alba Dorada (Golden Down}, a la que finalmente Gardner también vienen a unirse. 
Cuando se convirtió en un librero,  ha publicado una edición privada, en tres volúmenes, de "Catalogue Raisonné of Works on the Occult Sciences", un trabajo sobre ciencias ocultas que consiste en textos rosacruces, masones y astrológica, que sigue siendo una fuente de referencia para los estudiosos de oculto. 